# Herold Wodzisławski
Herold Wodzisławski – popularnonaukowe czasopismo o tematyce historycznej, społecznej i kulturalnej wydawane przez Towarzystwo Miłośników Ziemi Wodzisławskiej, ukazujące się od 1991 r. Siedziba redakcji znajduje się w Wodzisławiu Śląskim.

## Czasopismo
Tytuł ukazuje się od marca 1991. W Heroldzie Wodzisławskim publikowane są artykuły, opinie, felietony, wywiady i materiały źródłowe dotyczące historycznej ziemi wodzisławskiej (gminy: Wodzisław Śląski, Rydułtowy, Pszów, Radlin, Mszana, Godów, Gorzyce, Marklowice, Lubomia, Jastrzębie-Zdrój).
W biuletynie można znaleźć też komunikaty Towarzystwa Miłośników Ziemi Wodzisławskiej i inne wiadomości oraz materiały dotyczące również Górnego Śląska. Czasopismo posiada zarejestrowany numer ISSN 2657-9111.
Do końca 2021 ukazało się 67 numerów. W 2021 każdy numer liczył po 20 stron.
Herold Wodzisławski obecnie (2022) jest czasopismem bezpłatnym zarówno w formie drukowanej (dostępnym w punktach dystrybucji m.in. w siedzibie TMZW), jak i cyfrowej.

## Historia
Czasopismo jest najstarszym periodykiem historyczno-społeczno-kulturalnym wydawanym na ziemi wodzisławskiej od marca 1991 Pomysłodawcą jego wydawania byli Stefan Górski i Kazimierz Cichy.
W okresie 1991–1994 był miesięcznikiem, w latach 2009–2018 ukazywał się jako kwartalnik, od 2019 jako półrocznik. TMZW wydaje również okolicznościowe i specjalne numery Herolda Wodzisławskiego.
Herold Wodzisławski od 2009 zaczął ukazywać się również w wersji cyfrowej na lokalnych stronach związanych z redakcją. Jego wersja cyfrowa od 2019 dostępna jest również w Śląskiej Bibliotece Cyfrowej.
Do 2021 w 66 numerach czasopisma opublikowano ponad 300 większych artykułów dotyczących ziemi wodzisławskiej.

## Redakcja
Redakcja czasopisma znajduje się w Wodzisławiu Śląskim w kamienicy przy ul. Rynek 20.
Redaktorami naczelnymi byli: Stefan Górski, Kazimierz Mroczek i Piotr Hojka.